# Lovas Pál
Lovas Pál (Békéscsaba, 1952. május 27. – ) Liszt Ferenc-díjas magyar táncművész, díszlettervező, balett-tanár, érdemes és kiváló művész. Felesége Uhrik Teodóra Kossuth-díjas táncművész.

## Élete
Lovas Pál és Balázs Rozália gyermekeként született.
1962 és 1971 között az Állami Balettintézet hallgatója volt, ahol táncművész lett. 1988-tól 1992-ig a Magyar Táncművészeti Főiskola pedagógusképző tanszakán szerezte meg a balett tanár képesítését.
1971–2002 között a Pécsi Balett tagja volt. 1976-tól 1996-ig a Pécsi Balett magántáncosa volt. 1987 és 1989 között  a Szegedi Balett, 1988 és 1990 között pedig a Magyar Állami Operaház vendégszereplője volt. 1990 óta a pécsi Apáczai Csere János Nevelési Központ művészeti tagozatának balett-tanára.

## Színházi munkái

### Színészként
- Goethe: Faust....Walpurgis-éj
- Balázs Béla: A kékszakállú herceg vára....A kékszakállú herceg
- Borogyin: Igor herceg....
- Léon-Stein: A víg özvegy....
- Alfirevic-Göncz: Madarska Medeja/Magyar Médeia....Táncos
- Petőfi Sándor: A helység kalapácsa....Vitéz Csepü Palkó

### Díszlettervezőként
- Schwajda György: Csoda (1978) (jelmeztervező is)
- Vámos Miklós: Ide meg csak reggel süt egy darabig (1978)
- Juhász István: Autópályán (1978)
- Brustein: Tamás bátya kunyhója (1981, 1986)
- Miklós Tibor: Sztárcsinálók (1981)
- Maugham: Imádok férjhez menni (1981)
- Munkácsi Miklós: A briliánsok szombatja (1981)
- Benedek András: A táltos fiú (1982)
- Schiller: Ármány és szerelem (1982)
- Camoletti: Boldog születésnapot! (1984)

## Filmjei
- Magyar rapszódia (1979)
- Rosszemberek (1979) (díszlettervező)
- Szerelmem Elektra (1980) (díszlettervező)
- A csoda vége (1983) (díszlettervező)
- Viadukt (1983) (díszlettervező)
- Hanyatt-homlok (1984) (díszlettervező)
- Uramisten (1985) (díszlettervező)
- A fantasztikus nagynéni (1986) (díszlettervező)
- Linda (1986) (színész)
- Hótreál (1988) (díszlettervező)
- Nyomozás a Kleist-ügyben (1989) (díszlettervező)
- Átjáróház (2022) (színész)

## Díjai
- Liszt Ferenc-díj (1988)
- Philip Morris Magyar Balett nagydíj (1995)[1]
- Érdemes művész (1999)[1]
- Magyar Köztársasági Arany Érdemkereszt (2005)[1]
- Kiváló művész (2015)